# Przejście graniczne Duszniki-Zdrój-Olešnice v Orlických horách (Číhalka)
Przejście graniczne Duszniki-Zdrój-Olešnice v Orlických horách (Číhalka) – polsko-czeskie przejście graniczne na szlaku turystycznym, położone w województwie dolnośląskim, w powiecie kłodzkim, w gminie i mieście Duszniki Zdrój, zlikwidowane w 2007.

## Opis
Przejście graniczne Duszniki-Zdrój-Olešnice v Orlických horách (Číhalka) w rejonie znaku granicznego nr V/127, zostało utworzone 2 lipca 1997. Czynne było przez cały rok: w okresie wiosenno-letnim (1.04–30.09) w godz. 8.00–20.00, a w drugiej połowie roku w godz. 8.00–18.00. Dopuszczone był ruch pieszych, rowerzystów, narciarzy i osób korzystających z wózków inwalidzkich o napędzie ekologicznym. Doraźnie kontrolę graniczną i celną wykonywały organy Straży Granicznej.
21 grudnia 2007 na mocy układu z Schengen przejście graniczne zostało zlikwidowane.

Do przekraczania granicy państwowej z Republiką Czeską na szlakach turystycznych uprawnieni byli obywatele następujących państw:

1. Republika Austrii
2. Królestwo Belgii
3. Republika Grecji
4. Królestwo Danii
5. Republika Estonii
6. Republika Finlandii
7. Republika Francuska
8. Królestwo Hiszpanii
9. Królestwo Niderlandów
10. Państwo Izrael
11. Japonia
12. Republika Irlandii
13. Republika Islandii
14. Kanada
15. Wielkie Księstwo Luksemburga
16. Republika Litewska
17. Republika Łotewska
18. Republika Federalna Niemiec
19. Królestwo Norwegii
20. Republika Portugalska
21. Republika Słowacka
22. Republika Słowenii
23. Stany Zjednoczone Ameryki Północnej
24. Konfederacja Szwajcarska
25. Królestwo Szwecji
26. Republika Węgierska
27. Zjednoczone Królestwo Wielkiej Brytanii i Irlandii Północnej
28. Republika Włoska
29. Republika Cypryjska[4]
30. Księstwo Liechtensteinu[4]
31. Republika Malty[4].

## Szlaki turystyczne
W tym miejscu, po polskiej stronie znajduje się węzeł szlaków turystycznych zwany Podgórze PL/CZ.
- Kudowa-Zdrój – Dańczów – Przełęcz Lewińska – Przełęcz pod Grodczynem – Bukowy Stawek – Ludowe – Duszniki-Zdrój – Jamrozowa Polana – Kozia Hala – Podgórze PL/CZ – Sołtysia Kopa – Zieleniec – Lasówka – Schronisko PTTK „Jagodna” (Przełęcz Spalona) – Ponikwa – Długopole-Zdrój (Główny Szlak Sudecki)
- Ptak (Fort Karola) – Lisia Przełęcz – Kulin Kłodzki – Przełęcz pod Grodczynem – Leśna – Lewin Kłodzki – Taszów – Kocioł – Miejski Lasek – Jawornica – Zimne Wody – Kozia Hala – Podgórze PL/CZ – Sołtysia Kopa – Orlica – Zieleniec – Torfowisko pod Zieleńcem – Kamienna Góra – Przełęcz Sokołowska – Polanica-Zdrój
- Ludowe – Przełęcz Polskie Wrota – Jawornica – Jerzykowice Małe – Kocioł – Kocioł PL/CZ – Olešnice v Orlických horách – Číhalka – Podgórze PL/CZ[5].